# نيريو روكو

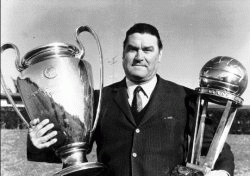
نيريو روكو أكثر المدربين فوزا بالألقاب مع نادي إيه سي ميلان.

نيريو روكو (بالإيطالية: Nereo Rocco)‏، (ترييستي، 20 مايو 1912 - ترييستي، 20 فبراير 1979) لاعب كرة قدم إيطالي ومدرب كرة قدم إيطالي، وهو أول من أبتدع طريقة الكاتيناتشو الإيطالية، وما زالت هذه الطريقة تستخدم في إيطاليا، وتعتبر من التراث الكروي في إيطاليا. بدأ روكو مسيرته كلاعب كرة قدم في نادي ترييستينا ثم انتقل إلى نادي نابولي، واختتم مسيرته في نادي بادوفا، وقد لعب 287 مباراة في الدوري الإيطالي وسجل فيها 69 هدف، علما بأنه كان يلعب في مركز الجناح، وقد شارك مع منتخب إيطاليا لكرة القدم في مباراة دولية واحدة. وبعد أن اعتزل توجه إلى التدريب، ودرب نادي ترييستينا في عام 1947، وقد حقق مفاجأة كبيرة في ذلك الموسم، فقد حصل ترييستينا على المركز الثاني في الدوري، وهو أعلى مركز يحصل عليه النادي في تاريخه، ولكنه ترك ترييستينا بعد بضعه سنوات، وذلك بسبب حدوث مشاكل بينه وبين إدارة النادي، وفي عام 1951 درب نادي تريفيزو، وعاد بعدها إلى تدريب ترييستينا.
و في عام 1953 انضم روكو إلى نادي بادوفا في دوري الدرجة الثانية، وقادهم إلى التأهل إلى دوري الدرجة الأولى، وفي موسم 1957/1958 قاد نادي بادوفا إلى أفضل مركز له في تاريخه في الدوري الإيطالي، حيث حصل على المركز الثالث، مما لفت أنظار الأندية الكبيرة مثل نادي إيه سي ميلان (459 مباراة ) الذي تعاقد معه في عام 1961، وقادهم إلى الفوز بدوري أبطال أوروبا والدوري الإيطالي، وبعدها درب نادي تورينو لفترة قصيرة، وفي عام 1967 عاد إلى تدريب نادي إيه سي ميلان، ليقودهم إلى الفوز ب الدوري الإيطالي مرة أخرى وكأس الكؤوس الأوروبية، وقد ترك الفريق في عام 1973، بعد أن فاز بدوري أبطال أوروبا مرة أخرى وكأس إيطاليا، ودرب فيورنتينا لفترة قصيرة، ثم قرر روكو أن يعتزل تدريب كرة القدم في عام 1974، وفي عام 1977 عين مساعدا لمدرب إيه سي ميلان غونار نوردال. وفي 18 أكتوبر 1992 أنشئ استاد جديد في مدينة ترييستي سمي باسم نيريو روكو تخليدا لذكراه.

## روابط خارجية
- نيريو روكو على موقع قاعدة بيانات كرة القدم.إي يو (الإنجليزية)
- نيريو روكو على موقع ناشيونال فوتبول تيمز (الإنجليزية)
- نيريو روكو على موقع عالم كرة القدم.نت (الإنجليزية)